# 手島右卿
手島 右卿（てしま ゆうけい、1901年（明治34年）11月3日 - 1987年（昭和62年）3月27日）は、日本の書家、文化功労者。高知県安芸町（現安芸市）出身。本名・南海巍（なみき）。ニックネームは「ライオンの右卿」。
妻は仮名書家の手島小華、長弟と次弟は、いずれも書家の高松慕真と南不乗。

## 経歴
1915年（大正4年）、川谷尚亭の門をたたき、師逝去の後は1935年（昭和10年）に上京、比田井天来の門下となる。その後、大日本書道院第1回展では天来の単独審査を手伝うなど、次第に頭角を現し、以後日展の参事や審査員、文部省指導書編集委員などを歴任。
常々、「書は人間の霊知の所産である」として、東洋的な精神性と現代感覚を融合した「象書」を創始。空海などの古法を基に確立された小字数書の能書家である。1958年（昭和33年）、ブリュッセル万国博覧会「近代美術の50年展」に日本代表として富岡鉄斎、梅原龍三郎、井上有一とともに指定出品された「抱牛」は、最高殊勲金星を受け、一躍世界の注目を集め、書道芸術の国際的評価を高めるきっかけとなる。1985年（昭和60年）、中国・北京革命歴史博物館にて「日本手島右卿書法展」を開催、観客11万人を動員。
専修大学教授、日本書道専門学校初代校長。高知県名誉文化賞、安芸市名誉市民、文化功労者。片山子鶴など多くの弟子が書家として活躍する。

## 略歴
- 1901年（明治34年）高知県安芸郡安芸町（現安芸市）に生まれる[1]。本名、南海巍（なみき）[1]
- 1915年（大正4年）川谷尚亭の門に入る[1]。
- 1933年（昭和8年）南海書道会を興し、競書誌「南海書聖」を主宰する[1]。
- 1935年（昭和10年）上京。比田井天来の門に入る。書道芸術社同人に推される[1]。
- 1937年（昭和12年）第1回大日本書道院展で特別賞を受賞[1]。同院参事、審査員、書学院教授に任じられる[1]。
- 1939年（昭和14年）蒼龍社を結成する[1]。「尚亭先生書話集」を編集発刊する[1]。
- 1942年（昭和17年）興亜書道展審査のため南京へ出張[1]。
- 1946年（昭和21年）終戦後直ちに書壇再建運動に奔走[1]。(財)日本書道美術院結成に参画､理事企画部長となる[1]｡
- 1947年（昭和22年）書道芸術院結成。総務理事となる[1]。
- 1948年（昭和23年）毎日新聞社主催第1回日本総合書芸展(現毎日書道展)が開かれ､運営委員、審査員となる[1]。第4回日展に第五科「書」が新設され、委嘱出品[1]。
- 1950年（昭和25年）日本書作院結成[1]。副会長に推される[1]。第6回日展審査員[1]。
- 1951年（昭和26年）（社）日本書道連盟設立[1]。理事となる[1]。
- 1952年（昭和27年）独立書道会（現独立書人団）を結成[1]。代表となる[1]。
- 1955年（昭和30年）欧州巡回「墨の芸術展」と、翌年のアメリカ巡回展に出品[1]。
- 1957年（昭和32年）朝日新聞社主催第1回「現代書道二十人展」に依嘱出品（以降連続出品）、サンパウロ・ビエンナーレ展に日本代表書家として、初めて参加出品[1]。
- 1958年（昭和33年）ブリュッセル万国博覧会「近代美術の五十年展」に日本代表として特別指定出品[1]。最高殊勲金星を受賞[1]。
- 1959年（昭和34年）「右卿臨書集成」を発刊する[1]。
- 1961年（昭和36年）訪中書道使節として、中国各地を歴訪[1]。
- 1966年（昭和41年）専修大学に文学部が新設され、初代教授に就任[1]。日本書道専門学校を創設して、初代校長となる[1]。
- 1967年（昭和42年）東京三越本店で個展開催[1]。同展に対し、翌年書道界初の「毎日芸術賞」が贈られる[1]。
- 1969年（昭和44年）ベルギー国主催「右卿とその一門展」開催[1]。外務省第1回訪欧文化使節団長として渡欧[1]。高知県安芸市名誉市民に推挙される[1]。
- 1970年（昭和45年）講談社刊「現代書事典」の「少字数・象書篇」を監修[1]。日本万国博覧会（大阪）世界美術館に「飛」を指定出品する[1]。
- 1971年（昭和46年）毎日新聞社主催による「書業五十年手島右卿自選展」を東京で、翌年大阪で開催[1]。
- 1973年（昭和48年）東京で「手島右卿名筆展」を、続いて翌年愛知と高知で個展を開催[1]。
- 1975年（昭和50年）パリで「右卿とその一門展」を開催[1]。外務省第2回訪欧文化使節団長として渡欧[1]。
- 1976年（昭和51年）東京で「右卿新作小品展」を開催[1]。勲三等旭日中綬章を受ける[1]。
- 1981年（昭和56年）静岡で「巨匠手島右卿書作展」を開催[1]。
- 1982年（昭和57年）アメリカ、ミネソタ州セントポール、イリノイ州エバンストンで「手島右卿とその一門展」を開催[1]。文化功労者顕彰を受ける[1]。
- 1985年（昭和60年）中国、北京革命歴史博物館中央大正庁で日本人として初の「日本手島右卿書法展」を開催[1]。
- 1987年（昭和62年）鎌倉市で没する（享年85）[1]。墓所は八王子市の富士見台霊園。

## 人物
- もともとは画家志望だった。
- 一度決めたら曲げない土佐いごっそうの気質だった。
- シャツのボタンを自分で止められないなど一見不器用だが、筆を持つとその筆が魔物のように動きだす。普段は激昂しやすいが、生み出される作品は繊細かつ緻密であり、弟子たちや周りもそのギャップに魅了された。
- 無類の酒好きとして知られる。朝まで飲み歩くこともしばしばで、家計は常に火の車であった。
- 気性が大変荒く、相手が誰であろうと意に沿わぬことははっきりと主張した。豊道春海などとも議論を交わし、口喧嘩に発展することもあったという。春海も右卿の実力を認め、1971年（昭和46年）、豊道春海賞を贈った。右卿は最初は断ったが、春海の遺言であることを知り、これを受賞した。
- 「書は音楽でもある」と発言したことで有名。
- 空海に心酔し、空海の書法を好んで研究した。
- 筆の数は他の大家と比べると少なく、20本ほどの良質の筆を生涯大切に使用した。

## 著書
- 右卿臨書集成 全11巻 白亜書林、1956-1957
- 右卿唐詩帖 五禾書房、1958
- 手島右卿 筑摩書房、1971（現代書道教室）
- 手島右卿書法 尚学図書、1980
- 臨書のすすめ 日貿出版社、1986
- 手島右卿臨書集 巻1－2 西東書房、1987
- 不滅の書人手島右卿と語る 駒井鵞静 雄山閣出版、1989
- 手島右卿大観 全10巻 独立書人団、1997
- 手島右卿大観 別巻 1－2 独立書人団、2000
- 手島右卿大観 第2期 第11－20巻 独立書人団、1998-1999
- 手島右卿大観 第3期 第21－30巻 独立書人団、1999-2000